# Copa Mundial Femenina de Fútbol Sub-17 de 2025
La Copa Mundial Femenina de Fútbol Sub-17 de 2025 será la novena edición del torneo organizada por la FIFA. El torneo se disputará por primera vez en Marruecos.
Participarán 24 equipos nacionales, siendo el primer Mundial Femenino Sub-17 en incrementar el número de equipos participantes.
Además será la primera Copa Mundial Femenina de la FIFA, de cualquier categoría, que se dispute en el continente africano.
A partir de la edición de 2025, la Copa Mundial Femenina de Fútbol Sub-17 se jugará anualmente.

## Elección del país anfitrión
El 14 de marzo de 2024, el Consejo de la FIFA asignó los derechos de organización del torneo a Marruecos, además se anunció que el torneo se disputará anualmente y confirmó a Marruecos como anfitriona de los mundiales de 2025, 2026, 2027, 2028 y 2029.

## Organización

### Sedes
Las sedes del torneo fueron confirmadas por la FIFA el 1 de junio de 2025.

Todos los partidos se realizarán en la zona metropolitana de Rabat.
La tabla muestra el nombre oficial de los estadios establecido por la FIFA durante la realización del torneo.
| Rabat (Salé)                                                       | Rabat Salé                                         | Rabat Salé        |
| Academia de Fútbol Mohammed VI (3 campos)                          | Rabat Salé                                         | Rabat Salé        |
|                                                                    | Rabat Salé                                         | Rabat Salé        |
| Rabat                                                              |                                                    |                   |
| Estadio Olímpico Anexo Complejo Deportivo Príncipe Moulay Abdellah | Complejo Deportivo Príncipe Heredero Moulay Hassán | Estadio Al Barid  |
| Capacidad: En remodelación                                         | Capacidad: 12 000                                  | Capacidad: 18 000 |
|                                                                    |                                                    |                   |

### Árbitras
Para el torneo fueron designadas 18 árbitras y 36 árbitras asistentes.
| Confederación | Árbitras             | Asistentes             | Asistentes          |
| ------------- | -------------------- | ---------------------- | ------------------- |
| AFC           | Veronika Bernatskaia | Ramina Tsoi            | Suwida Wongkraisorn |
| AFC           | Lara Lee             | Emma Kocbek            | Heba Saadieh        |
| CAF           | Yacine Samassa       | Fidès Bangurambona     | Tabara Mbodji       |
| CAF           | Josephine Wanjiru    | Yara Abdelfattah       | Alice Umutesi       |
| Concacaf      | Janeishka Caban      | Mayra Mora             | Katherine Prescod   |
| Concacaf      | Vimarest Díaz        | Santa Medina           | Melissa Nicholas    |
| Concacaf      | Lizzet García        | Jéssica Morales        | Aranza Quero        |
| Concacaf      | Alyssa Pennington    | Kali Smith             | Katarzyna Wasiak    |
| Conmebol      | Milagros Arruela     | Mariana Aquino         | Vera Yupanqui       |
| Conmebol      | Paula Fernández      | Nataly Arteaga         | Mayra Sánchez       |
| Conmebol      | Verónica Guazhambo   | Joselyn Romero         | Viviana Segura      |
| Conmebol      | Charly Straub        | Fernanda Gomes Antunes | Anne Gomes de Sá    |
| OFC           | Torika Delai         | Allys Clipsham         | Natalia Lumukana    |
| UEFA          | Ewa Augustyn         | Nikolett Bizderi       | Linda Schmid        |
| UEFA          | Silvia Gasperotti    | Giulia Tempestilli     | Camille Soriano     |
| UEFA          | Hristiyana Guteva    | Emily Carney           | Heini Hyvönen       |
| UEFA          | Alina Peșu           | Svitlana Grushko       | Ivona Pejić         |
| UEFA          | Olatz Rivera         | Eliana Fernández       | Irina Pozdejeva     |

## Equipos participantes
Será la primera edición que se dispute con 24 equipos.
En cursiva, los equipos debutantes.
| Competición                                        | Fecha                              | Sede                             | Plazas | Clasificados                               |
| -------------------------------------------------- | ---------------------------------- | -------------------------------- | ------ | ------------------------------------------ |
| País anfitrión                                     | 14 de marzo de 2024                |                                  | 1      | Marruecos                                  |
| Designados por AFC                                 |                                    | Asia                             | 4      | China Corea del Norte Corea del Sur Japón  |
| Campeonato femenino sub-17 de la CAF de 2025       | 10 de enero al 27 de abril de 2025 | África                           | 4      | Camerún Costa de Marfil Nigeria Zambia     |
| Clasificatorias Femeninas Sub-17 Concacaf 2025     | 27 de enero al 6 de abril de 2025  | Norte, Centroamérica y el Caribe | 4      | Canadá Costa Rica Estados Unidos México    |
| Campeonato Sudamericano Femenino Sub-17 de 2025    | 30 de abril al 24 de mayo de 2025  | Colombia                         | 4      | Brasil Colombia Ecuador Paraguay           |
| Campeonato Femenino Sub-17 de la OFC 2024          | 8 al 21 de septiembre de 2024      | Fiyi                             | 2      | Nueva Zelanda Samoa                        |
| Campeonato Europeo Femenino Sub-17 de la UEFA 2025 | 4 al 17 de mayo de 2025            | Islas Feroe                      | 5      | España Francia Italia Noruega Países Bajos |
| TOTAL                                              |                                    |                                  | 24     |                                            |

## Sorteo
El sorteo oficial se realizó el 4 de junio de 2025 en Rabat.
Los 24 equipos fueron sorteados en seis grupos de cuatro equipos cada uno.
Los bombos fueron ordenados de acuerdo a los resultados de cada equipo basado en las últimas 5 ediciones de la Copa Mundial Femenina de Fútbol Sub-17. La anfitriona del torneo, Marruecos, fue asignada automáticamente a la posición A1.
Los equipos de la misma confederación no podrán quedar encuadrados en el mismo grupo.
| Bombo 1                                                                   | Bombo 2                                             | Bombo 3                                           | Bombo 4                                                        |
| ------------------------------------------------------------------------- | --------------------------------------------------- | ------------------------------------------------- | -------------------------------------------------------------- |
| Marruecos (Anfitrión) España Japón Corea del Norte Estados Unidos Nigeria | Brasil México Colombia Canadá Nueva Zelanda Ecuador | China Camerún Corea del Sur Italia Francia Zambia | Paraguay Costa Rica Países Bajos Noruega Costa de Marfil Samoa |

## Fase de grupos
– Clasificado directamente a octavos de final

     – Clasificado a octavos de final como uno de los mejores terceros.

### Grupo A
| Equipo     | Pts. | PJ | PG | PE | PP | GF | GC | Dif. |
| ---------- | ---- | -- | -- | -- | -- | -- | -- | ---- |
| Marruecos  | 0    | 0  | 0  | 0  | 0  | 0  | 0  | 0    |
| Brasil     | 0    | 0  | 0  | 0  | 0  | 0  | 0  | 0    |
| Italia     | 0    | 0  | 0  | 0  | 0  | 0  | 0  | 0    |
| Costa Rica | 0    | 0  | 0  | 0  | 0  | 0  | 0  | 0    |

| 17 de octubre de 2025 | Marruecos | vs. | Brasil | Estadio Olímpico Anexo Príncipe Moulay Abdellah, Rabat |  |
| 20:00                 |           |     |        |                                                        |  |

| 18 de octubre de 2025 | Italia | vs. | Costa Rica | Academia de Fútbol Mohammed VI, Rabat |  |
| 14:00                 |        |     |            |                                       |  |

| 21 de octubre de 2025 | Costa Rica | vs. | Brasil | Academia de Fútbol Mohammed VI, Rabat |  |
| 17:00                 |            |     |        |                                       |  |

| 21 de octubre de 2025 | Marruecos | vs. | Italia | Estadio Olímpico Anexo Príncipe Moulay Abdellah, Rabat |  |
| 20:00                 |           |     |        |                                                        |  |

| 24 de octubre de 2025 | Costa Rica | vs. | Marruecos | Estadio Olímpico Anexo Príncipe Moulay Abdellah, Rabat |  |
| 20:00                 |            |     |           |                                                        |  |

| 24 de octubre de 2025 | Brasil | vs. | Italia | Academia de Fútbol Mohammed VI, Rabat |  |
| 20:00                 |        |     |        |                                       |  |

### Grupo B
| Equipo          | Pts. | PJ | PG | PE | PP | GF | GC | Dif. |
| --------------- | ---- | -- | -- | -- | -- | -- | -- | ---- |
| Corea del Norte | 0    | 0  | 0  | 0  | 0  | 0  | 0  | 0    |
| México          | 0    | 0  | 0  | 0  | 0  | 0  | 0  | 0    |
| Camerún         | 0    | 0  | 0  | 0  | 0  | 0  | 0  | 0    |
| Países Bajos    | 0    | 0  | 0  | 0  | 0  | 0  | 0  | 0    |

| 18 de octubre de 2025 | Corea del Norte | vs. | México | Academia de Fútbol Mohammed VI, Rabat |  |
| 20:00                 |                 |     |        |                                       |  |

| 18 de octubre de 2025 | Camerún | vs. | Países Bajos | Academia de Fútbol Mohammed VI, Rabat |  |
| 20:00                 |         |     |              |                                       |  |

| 21 de octubre de 2025 | Corea del Norte | vs. | Camerún | Academia de Fútbol Mohammed VI, Rabat |  |
| 14:00                 |                 |     |         |                                       |  |

| 21 de octubre de 2025 | Países Bajos | vs. | México | Academia de Fútbol Mohammed VI, Rabat |  |
| 20:00                 |              |     |        |                                       |  |

| 24 de octubre de 2025 | Países Bajos | vs. | Corea del Norte | Academia de Fútbol Mohammed VI, Rabat |  |
| 20:00                 |              |     |                 |                                       |  |

| 24 de octubre de 2025 | México | vs. | Camerún | Academia de Fútbol Mohammed VI, Rabat |  |
| 20:00                 |        |     |         |                                       |  |

### Grupo C
| Equipo         | Pts. | PJ | PG | PE | PP | GF | GC | Dif. |
| -------------- | ---- | -- | -- | -- | -- | -- | -- | ---- |
| Estados Unidos | 0    | 0  | 0  | 0  | 0  | 0  | 0  | 0    |
| Ecuador        | 0    | 0  | 0  | 0  | 0  | 0  | 0  | 0    |
| China          | 0    | 0  | 0  | 0  | 0  | 0  | 0  | 0    |
| Noruega        | 0    | 0  | 0  | 0  | 0  | 0  | 0  | 0    |

| 18 de octubre de 2025 | China | vs. | Noruega | Academia de Fútbol Mohammed VI, Rabat |  |
| 14:00                 |       |     |         |                                       |  |

| 18 de octubre de 2025 | Estados Unidos | vs. | Ecuador | Academia de Fútbol Mohammed VI, Rabat |  |
| 20:00                 |                |     |         |                                       |  |

| 21 de octubre de 2025 | Estados Unidos | vs. | China | Academia de Fútbol Mohammed VI, Rabat |  |
| 17:00                 |                |     |       |                                       |  |

| 21 de octubre de 2025 | Noruega | vs. | Ecuador | Academia de Fútbol Mohammed VI, Rabat |  |
| 20:00                 |         |     |         |                                       |  |

| 24 de octubre de 2025 | Noruega | vs. | Estados Unidos | Academia de Fútbol Mohammed VI, Rabat |  |
| 14:00                 |         |     |                |                                       |  |

| 24 de octubre de 2025 | Ecuador | vs. | China | Academia de Fútbol Mohammed VI, Rabat |  |
| 14:00                 |         |     |       |                                       |  |

### Grupo D
| Equipo  | Pts. | PJ | PG | PE | PP | GF | GC | Dif. |
| ------- | ---- | -- | -- | -- | -- | -- | -- | ---- |
| Nigeria | 0    | 0  | 0  | 0  | 0  | 0  | 0  | 0    |
| Canadá  | 0    | 0  | 0  | 0  | 0  | 0  | 0  | 0    |
| Francia | 0    | 0  | 0  | 0  | 0  | 0  | 0  | 0    |
| Samoa   | 0    | 0  | 0  | 0  | 0  | 0  | 0  | 0    |

| 19 de octubre de 2025 | Francia | vs. | Samoa | Academia de Fútbol Mohammed VI, Rabat |  |
| 17:00                 |         |     |       |                                       |  |

| 19 de octubre de 2025 | Nigeria | vs. | Canadá | Academia de Fútbol Mohammed VI, Rabat |  |
| 20:00                 |         |     |        |                                       |  |

| 22 de octubre de 2025 | Samoa | vs. | Canadá | Academia de Fútbol Mohammed VI, Rabat |  |
| 17:00                 |       |     |        |                                       |  |

| 22 de octubre de 2025 | Nigeria | vs. | Francia | Academia de Fútbol Mohammed VI, Rabat |  |
| 20:00                 |         |     |         |                                       |  |

| 25 de octubre de 2025 | Samoa | vs. | Nigeria | Academia de Fútbol Mohammed VI, Rabat |  |
| 17:00                 |       |     |         |                                       |  |

| 25 de octubre de 2025 | Canadá | vs. | Francia | Academia de Fútbol Mohammed VI, Rabat |  |
| 17:00                 |        |     |         |                                       |  |

### Grupo E
| Equipo          | Pts. | PJ | PG | PE | PP | GF | GC | Dif. |
| --------------- | ---- | -- | -- | -- | -- | -- | -- | ---- |
| España          | 0    | 0  | 0  | 0  | 0  | 0  | 0  | 0    |
| Colombia        | 0    | 0  | 0  | 0  | 0  | 0  | 0  | 0    |
| Corea del Sur   | 0    | 0  | 0  | 0  | 0  | 0  | 0  | 0    |
| Costa de Marfil | 0    | 0  | 0  | 0  | 0  | 0  | 0  | 0    |

| 19 de octubre de 2025 | Corea del Sur | vs. | Costa de Marfil | Academia de Fútbol Mohammed VI, Rabat |  |
| 14:00                 |               |     |                 |                                       |  |

| 19 de octubre de 2025 | España | vs. | Colombia | Academia de Fútbol Mohammed VI, Rabat |  |
| 20:00                 |        |     |          |                                       |  |

| 22 de octubre de 2025 | España | vs. | Corea del Sur | Academia de Fútbol Mohammed VI, Rabat |  |
| 14:00                 |        |     |               |                                       |  |

| 22 de octubre de 2025 | Costa de Marfil | vs. | Colombia | Academia de Fútbol Mohammed VI, Rabat |  |
| 20:00                 |                 |     |          |                                       |  |

| 25 de octubre de 2025 | Costa de Marfil | vs. | España | Academia de Fútbol Mohammed VI, Rabat |  |
| 14:00                 |                 |     |        |                                       |  |

| 25 de octubre de 2025 | Colombia | vs. | Corea del Sur | Academia de Fútbol Mohammed VI, Rabat |  |
| 14:00                 |          |     |               |                                       |  |

### Grupo F
| Equipo        | Pts. | PJ | PG | PE | PP | GF | GC | Dif. |
| ------------- | ---- | -- | -- | -- | -- | -- | -- | ---- |
| Japón         | 0    | 0  | 0  | 0  | 0  | 0  | 0  | 0    |
| Nueva Zelanda | 0    | 0  | 0  | 0  | 0  | 0  | 0  | 0    |
| Zambia        | 0    | 0  | 0  | 0  | 0  | 0  | 0  | 0    |
| Paraguay      | 0    | 0  | 0  | 0  | 0  | 0  | 0  | 0    |

| 19 de octubre de 2025 | Japón | vs. | Nueva Zelanda | Academia de Fútbol Mohammed VI, Rabat |  |
| 14:00                 |       |     |               |                                       |  |

| 19 de octubre de 2025 | Zambia | vs. | Paraguay | Academia de Fútbol Mohammed VI, Rabat |  |
| 20:00                 |        |     |          |                                       |  |

| 22 de octubre de 2025 | Japón | vs. | Zambia | Academia de Fútbol Mohammed VI, Rabat |  |
| 17:00                 |       |     |        |                                       |  |

| 22 de octubre de 2025 | Paraguay | vs. | Nueva Zelanda | Academia de Fútbol Mohammed VI, Rabat |  |
| 20:00                 |          |     |               |                                       |  |

| 25 de octubre de 2025 | Nueva Zelanda | vs. | Zambia | Academia de Fútbol Mohammed VI, Rabat |  |
| 20:00                 |               |     |        |                                       |  |

| 25 de octubre de 2025 | Paraguay | vs. | Japón | Academia de Fútbol Mohammed VI, Rabat |  |
| 20:00                 |          |     |       |                                       |  |

### Mejores terceros
| Equipo        | Grp. | Pts. | PJ | PG | PE | PP | GF | GC | Dif. |
| ------------- | ---- | ---- | -- | -- | -- | -- | -- | -- | ---- |
| Italia        | A    | 0    | 0  | 0  | 0  | 0  | 0  | 0  | 0    |
| Camerún       | B    | 0    | 0  | 0  | 0  | 0  | 0  | 0  | 0    |
| China         | C    | 0    | 0  | 0  | 0  | 0  | 0  | 0  | 0    |
| Francia       | D    | 0    | 0  | 0  | 0  | 0  | 0  | 0  | 0    |
| Corea del Sur | E    | 0    | 0  | 0  | 0  | 0  | 0  | 0  | 0    |
| Zambia        | F    | 0    | 0  | 0  | 0  | 0  | 0  | 0  | 0    |

## Segunda fase

### Cuadro de desarrollo
|  | Octavos de Final | Octavos de Final |              |  | Cuartos de Final | Cuartos de Final |  |  | Semifinales | Semifinales |  |  | Final | Final |
|  |                  |                  |              |  |                  |                  |  |  |             |             |  |  |       |       |
|  |                  |                  |              |  |                  |                  |  |  |             |             |  |  |       |       |
|  |                  |                  |              |  |                  |                  |  |  |             |             |  |  |       |       |
|  | Bandera de ?     |                  |              |  |                  |                  |  |  |             |             |  |  |       |       |
|  |                  |                  |              |  |                  |                  |  |  |             |             |  |  |       |       |
|  | Bandera de ?     |                  |              |  |                  |                  |  |  |             |             |  |  |       |       |
|  | Bandera de ?     |                  |              |  |                  |                  |  |  |             |             |  |  |       |       |
|  |                  |                  |              |  |                  |                  |  |  |             |             |  |  |       |       |
|  |                  | Bandera de ?     |              |  |                  |                  |  |  |             |             |  |  |       |       |
|  | Bandera de ?     |                  |              |  |                  |                  |  |  |             |             |  |  |       |       |
|  |                  |                  |              |  |                  |                  |  |  |             |             |  |  |       |       |
|  | Bandera de ?     |                  |              |  |                  |                  |  |  |             |             |  |  |       |       |
|  | Bandera de ?     |                  |              |  |                  |                  |  |  |             |             |  |  |       |       |
|  |                  |                  |              |  |                  |                  |  |  |             |             |  |  |       |       |
|  |                  | Bandera de ?     |              |  |                  |                  |  |  |             |             |  |  |       |       |
|  | Bandera de ?     |                  |              |  |                  |                  |  |  |             |             |  |  |       |       |
|  |                  |                  |              |  |                  |                  |  |  |             |             |  |  |       |       |
|  | Bandera de ?     |                  |              |  |                  |                  |  |  |             |             |  |  |       |       |
|  | Bandera de ?     |                  |              |  |                  |                  |  |  |             |             |  |  |       |       |
|  |                  |                  |              |  |                  |                  |  |  |             |             |  |  |       |       |
|  |                  | Bandera de ?     |              |  |                  |                  |  |  |             |             |  |  |       |       |
|  | Bandera de ?     |                  |              |  |                  |                  |  |  |             |             |  |  |       |       |
|  |                  |                  |              |  |                  |                  |  |  |             |             |  |  |       |       |
|  | Bandera de ?     |                  |              |  |                  |                  |  |  |             |             |  |  |       |       |
|  | Bandera de ?     |                  |              |  |                  |                  |  |  |             |             |  |  |       |       |
|  |                  |                  |              |  |                  |                  |  |  |             |             |  |  |       |       |
|  |                  | Bandera de ?     |              |  |                  |                  |  |  |             |             |  |  |       |       |
|  | Bandera de ?     |                  |              |  |                  |                  |  |  |             |             |  |  |       |       |
|  |                  |                  |              |  |                  |                  |  |  |             |             |  |  |       |       |
|  | Bandera de ?     |                  |              |  |                  |                  |  |  |             |             |  |  |       |       |
|  | Bandera de ?     |                  |              |  |                  |                  |  |  |             |             |  |  |       |       |
|  |                  |                  |              |  |                  |                  |  |  |             |             |  |  |       |       |
|  |                  | Bandera de ?     |              |  |                  |                  |  |  |             |             |  |  |       |       |
|  | Bandera de ?     |                  |              |  |                  |                  |  |  |             |             |  |  |       |       |
|  |                  |                  |              |  |                  |                  |  |  |             |             |  |  |       |       |
|  | Bandera de ?     |                  |              |  |                  |                  |  |  |             |             |  |  |       |       |
|  | Bandera de ?     |                  |              |  |                  |                  |  |  |             |             |  |  |       |       |
|  |                  |                  |              |  |                  |                  |  |  |             |             |  |  |       |       |
|  |                  | Bandera de ?     |              |  | Tercer lugar     | Tercer lugar     |  |  |             |             |  |  |       |       |
|  | Bandera de ?     | Bandera de ?     |              |  | Tercer lugar     | Tercer lugar     |  |  |             |             |  |  |       |       |
|  |                  |                  |              |  |                  |                  |  |  |             |             |  |  |       |       |
|  | Bandera de ?     |                  |              |  |                  |                  |  |  |             |             |  |  |       |       |
|  | Bandera de ?     |                  | Bandera de ? |  |                  |                  |  |  |             |             |  |  |       |       |
|  | Bandera de ?     |                  |              |  |                  |                  |  |  |             |             |  |  |       |       |
|  |                  | Bandera de ?     |              |  | Bandera de ?     |                  |  |  |             |             |  |  |       |       |
|  | Bandera de ?     | Bandera de ?     |              |  | Bandera de ?     |                  |  |  |             |             |  |  |       |       |
|  |                  |                  |              |  |                  |                  |  |  |             |             |  |  |       |       |
|  | Bandera de ?     |                  |              |  |                  |                  |  |  |             |             |  |  |       |       |
|  |                  |                  |              |  |                  |                  |  |  |             |             |  |  |       |       |

### Octavos de final
| 28 de octubre de 2025 | 2A | vs. | 2C | Complejo Deportivo Moulay Hassán, Rabat |  |
| 16:30                 |    |     |    |                                         |  |

| 28 de octubre de 2025 | 1C | vs. | 3A/B/F | Estadio Al Barid, Rabat |  |
| 16:30                 |    |     |        |                         |  |

| 28 de octubre de 2025 | 1B | vs. | 3A/C/D | Complejo Deportivo Moulay Hassán, Rabat |  |
| 20:00                 |    |     |        |                                         |  |

| 28 de octubre de 2025 | 1A | vs. | 3C/D/E | Estadio Olímpico Anexo Príncipe Moulay Abdellah, Rabat |  |
| 20:00                 |    |     |        |                                                        |  |

| 29 de octubre de 2025 | 1E | vs. | 2D | Complejo Deportivo Moulay Hassán, Rabat |  |
| 16:30                 |    |     |    |                                         |  |

| 29 de octubre de 2025 | 2B | vs. | 2F | Estadio Al Barid, Rabat |  |
| 16:30                 |    |     |    |                         |  |

| 29 de octubre de 2025 | 1D | vs. | 3B/E/F | Estadio Al Barid, Rabat |  |
| 20:00                 |    |     |        |                         |  |

| 29 de octubre de 2025 | 1F | vs. | 2E | Estadio Olímpico Anexo Príncipe Moulay Abdellah, Rabat |  |
| 20:00                 |    |     |    |                                                        |  |

### Cuartos de final
| 1 de noviembre de 2025 | Bandera de ? | vs. | Bandera de ? | Complejo Deportivo Moulay Hassán, Rabat |  |
| 16:30                  |              |     |              |                                         |  |

| 1 de noviembre de 2025 | Bandera de ? | vs. | Bandera de ? | Complejo Deportivo Moulay Hassán, Rabat |  |
| 20:00                  |              |     |              |                                         |  |

| 2 de noviembre de 2025 | Bandera de ? | vs. | Bandera de ? | Estadio Al Barid, Rabat |  |
| 16:30                  |              |     |              |                         |  |

| 2 de noviembre de 2025 | Bandera de ? | vs. | Bandera de ? | Estadio Al Barid, Rabat |  |
| 20:00                  |              |     |              |                         |  |

### Semifinales
| 5 de noviembre de 2025 | Bandera de ? | vs. | Bandera de ? | Complejo Deportivo Moulay Hassán, Rabat |  |
| 16:30                  |              |     |              |                                         |  |

| 5 de noviembre de 2025 | Bandera de ? | vs. | Bandera de ? | Complejo Deportivo Moulay Hassán, Rabat |  |
| 20:00                  |              |     |              |                                         |  |

### Tercer puesto
| 8 de noviembre de 2025 | Bandera de ? | vs. | Bandera de ? | Estadio Olímpico Anexo Príncipe Moulay Abdellah, Rabat |  |
| 16:30                  |              |     |              |                                                        |  |

### Final
| 8 de noviembre de 2025 | Bandera de ? | vs. | Bandera de ? | Estadio Olímpico Anexo Príncipe Moulay Abdellah, Rabat |  |
| 20:00                  |              |     |              |                                                        |  |

|                                |
| Bandera de ?                   |
| Campeón Por definir ?.º título |

## Estadísticas

### Tabla general
| Pos. | Equipo          | Pts. | PJ | PG | PE | PP | GF | GC | Dif. | Rend |
| ---- | --------------- | ---- | -- | -- | -- | -- | -- | -- | ---- | ---- |
| 1    | Brasil          | 0    | 0  | 0  | 0  | 0  | 0  | 0  | 0    |      |
| 2    | Camerún         | 0    | 0  | 0  | 0  | 0  | 0  | 0  | 0    |      |
| 3    | Canadá          | 0    | 0  | 0  | 0  | 0  | 0  | 0  | 0    |      |
| 4    | China           | 0    | 0  | 0  | 0  | 0  | 0  | 0  | 0    |      |
| 5    | Colombia        | 0    | 0  | 0  | 0  | 0  | 0  | 0  | 0    |      |
| 6    | Corea del Norte | 0    | 0  | 0  | 0  | 0  | 0  | 0  | 0    |      |
| 7    | Corea del Sur   | 0    | 0  | 0  | 0  | 0  | 0  | 0  | 0    |      |
| 8    | Costa de Marfil | 0    | 0  | 0  | 0  | 0  | 0  | 0  | 0    |      |
| 9    | Costa Rica      | 0    | 0  | 0  | 0  | 0  | 0  | 0  | 0    |      |
| 10   | Ecuador         | 0    | 0  | 0  | 0  | 0  | 0  | 0  | 0    |      |
| 11   | España          | 0    | 0  | 0  | 0  | 0  | 0  | 0  | 0    |      |
| 12   | Estados Unidos  | 0    | 0  | 0  | 0  | 0  | 0  | 0  | 0    |      |
| 13   | Francia         | 0    | 0  | 0  | 0  | 0  | 0  | 0  | 0    |      |
| 14   | Italia          | 0    | 0  | 0  | 0  | 0  | 0  | 0  | 0    |      |
| 15   | Japón           | 0    | 0  | 0  | 0  | 0  | 0  | 0  | 0    |      |
| 16   | Marruecos       | 0    | 0  | 0  | 0  | 0  | 0  | 0  | 0    |      |
| 17   | México          | 0    | 0  | 0  | 0  | 0  | 0  | 0  | 0    |      |
| 18   | Nigeria         | 0    | 0  | 0  | 0  | 0  | 0  | 0  | 0    |      |
| 19   | Noruega         | 0    | 0  | 0  | 0  | 0  | 0  | 0  | 0    |      |
| 20   | Nueva Zelanda   | 0    | 0  | 0  | 0  | 0  | 0  | 0  | 0    |      |
| 21   | Países Bajos    | 0    | 0  | 0  | 0  | 0  | 0  | 0  | 0    |      |
| 22   | Paraguay        | 0    | 0  | 0  | 0  | 0  | 0  | 0  | 0    |      |
| 23   | Samoa           | 0    | 0  | 0  | 0  | 0  | 0  | 0  | 0    |      |
| 24   | Zambia          | 0    | 0  | 0  | 0  | 0  | 0  | 0  | 0    |      |

## Premios y reconocimientos

### Jugadora del partido
| Fase de grupos - Fecha 1 | Fase de grupos - Fecha 1 | Fase de grupos - Fecha 2 | Fase de grupos - Fecha 2 | Fase de grupos - Fecha 3 | Fase de grupos - Fecha 3 | Fase de eliminatorias | Fase de eliminatorias |
| Jugadora                 | Partido                  | Jugadora                 | Partido                  | Jugadora                 | Partido                  | Jugadora              | Partido               |
| ------------------------ | ------------------------ | ------------------------ | ------------------------ | ------------------------ | ------------------------ | --------------------- | --------------------- |
| Bandera de ?             | -:-                      | Bandera de ?             | -:-                      | Bandera de ?             | -:-                      | Bandera de ?          | -:-                   |
| Bandera de ?             | -:-                      | Bandera de ?             | -:-                      | Bandera de ?             | -:-                      | Bandera de ?          | -:-                   |
| Bandera de ?             | -:-                      | Bandera de ?             | -:-                      | Bandera de ?             | -:-                      | Bandera de ?          | -:-                   |
| Bandera de ?             | -:-                      | Bandera de ?             | -:-                      | Bandera de ?             | -:-                      | Bandera de ?          | -:-                   |
| Bandera de ?             | -:-                      | Bandera de ?             | -:-                      | Bandera de ?             | -:-                      | Bandera de ?          | -:-                   |
| Bandera de ?             | -:-                      | Bandera de ?             | -:-                      | Bandera de ?             | -:-                      | Bandera de ?          | -:-                   |
| Bandera de ?             | -:-                      | Bandera de ?             | -:-                      | Bandera de ?             | -:-                      | Bandera de ?          | -:-                   |
| Bandera de ?             | -:-                      | Bandera de ?             | -:-                      | Bandera de ?             | -:-                      | Bandera de ?          | -:-                   |
| Bandera de ?             | -:-                      | Bandera de ?             | -:-                      | Bandera de ?             | -:-                      | Bandera de ?          | -:-                   |
| Bandera de ?             | -:-                      | Bandera de ?             | -:-                      | Bandera de ?             | -:-                      | Bandera de ?          | -:-                   |
| Bandera de ?             | -:-                      | Bandera de ?             | -:-                      | Bandera de ?             | -:-                      | Bandera de ?          | -:-                   |
| Bandera de ?             | -:-                      | Bandera de ?             | -:-                      | Bandera de ?             | -:-                      | Bandera de ?          | -:-                   |
|                          |                          |                          |                          |                          |                          | Bandera de ?          | -:-                   |
|                          |                          |                          |                          |                          |                          | Bandera de ?          | -:-                   |
|                          |                          |                          |                          |                          |                          | Bandera de ?          | -:-                   |
|                          |                          |                          |                          |                          |                          | Bandera de ?          | -:-                   |

## Símbolos y Mercadeo

### Logotipo
El logotipo oficial fue revelado el 3 de junio de 2025.

## Derechos de transmisión
- Caracol Televisión